# Gert Jakobs

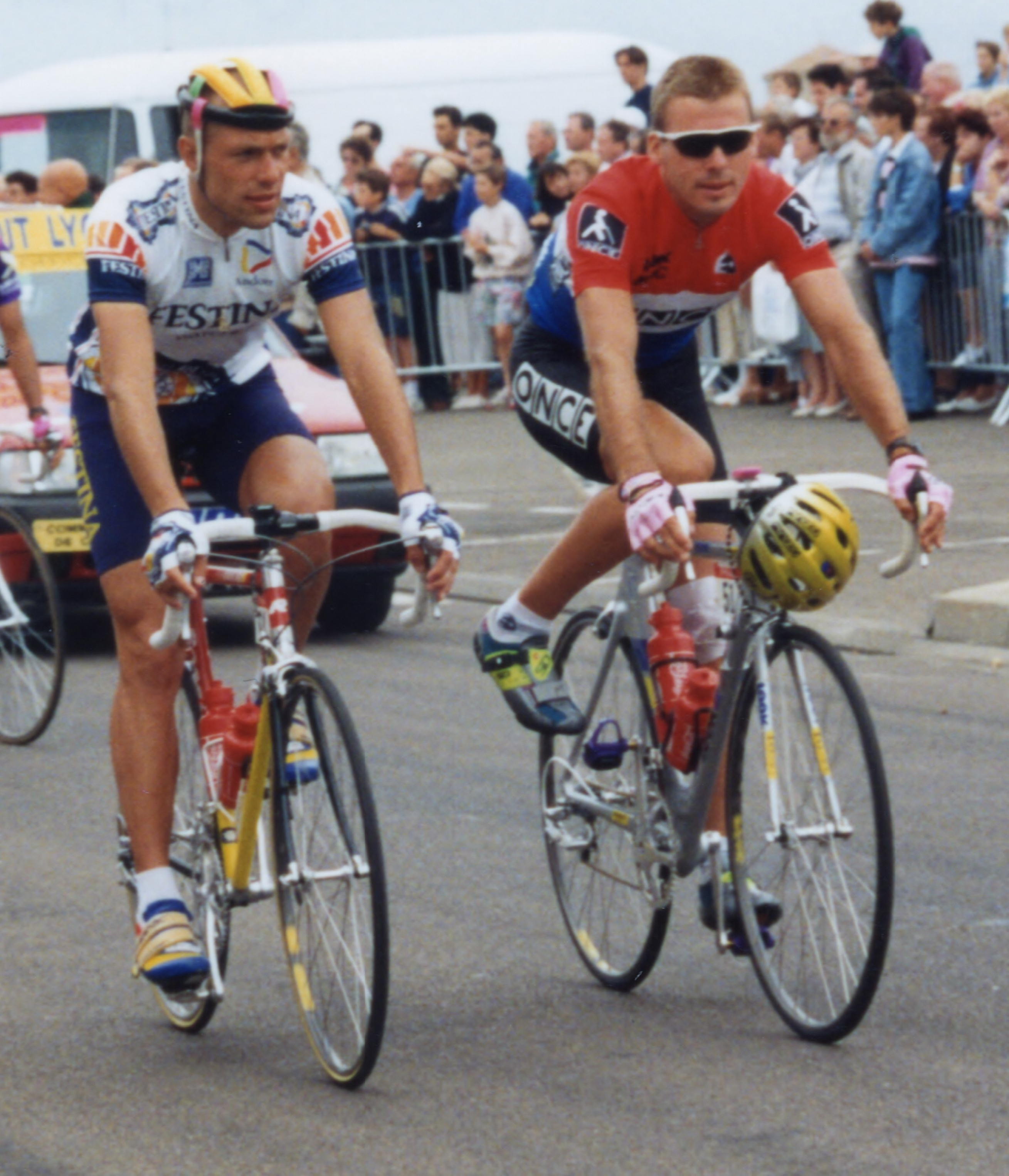
Gert Jakobs et Erik Breukink lors du Tour de France 1993

Gert Jakobs est un ancien coureur cycliste néerlandais, né le 29 avril 1964 à Emmen (Drenthe).

## Biographie
Il devient professionnel en 1985 et le reste jusqu'en 1993. Il remporte 5 victoires. 
Il est contrôlé positif à la testostérone lors des Trois Jours de La Panne 1991. Il est condamné à trois mois de suspension avec sursis,. En juin 2009, il admet avoir utilisé de l'EPO durant sa carrière.

## Palmarès

### Palmarès amateur
- 1982
  - Acht van Bladel
- 1983
  - Tour du Limbourg
- 1984
  - 3e étape de l'Olympia's Tour
  - 3e du Tour d'Overijssel
- 1985
  - Tour de Groningue
  - Omloop van de Braakman

### Palmarès professionnel
- 1987
  - 1rea étape du Tour du Danemark
  - 2e de la Course des raisins
- 1988
  - Grand Prix de la Libération (contre-la-montre par équipes)
  - 2e du Grand Prix de la ville de Vilvorde
- 1989
  - 3e étape du Tour d'Aragon
- 1990
  - Grand Prix de la Libération (contre-la-montre par équipes)

## Résultats sur les grands tours

### Tour de France
5 participations
- 1987 : abandon (19e étape)
- 1988 : 145e
- 1989 : 136e
- 1990 : 140e
- 1993 : 127e

### Tour d'Espagne
4 participations
- 1990 : 114e
- 1991 : 114e
- 1992 : 136e
- 1993 : 112e

### Tour d'Italie
1 participation
- 1986 : 111e